# Andreas Barucha
Andreas Barucha (Potsdam, RDA, 2 de abril de 1979) es un deportista alemán que compitió en bobsleigh en las modalidades doble y cuádruple. Su hermano Stefan también compitió en bobsleigh.
Ganó una medalla de oro en el Campeonato Mundial de Bobsleigh de 2009 y cuatro medallas en el Campeonato Europeo de Bobsleigh entre los años 2005 y 2011. Participó en los Juegos Olímpicos de Vancouver 2010, ocupando el cuarto lugar en la prueba cuádruple.

## Palmarés internacional
| Campeonato Mundial | Campeonato Mundial           | Campeonato Mundial | Campeonato Mundial |
| Año                | Lugar                        | Medalla            | Prueba             |
| ------------------ | ---------------------------- | ------------------ | ------------------ |
| 2009               | Lake Placid (Estados Unidos) | Medalla de oro     | Equipo             |
| Campeonato Europeo |                              |                    |                    |
| Año                | Lugar                        | Medalla            | Prueba             |
| 2005               | Altenberg (Alemania)         | Medalla de bronce  | Cuádruple          |
| 2009               | Sankt Moritz (Suiza)         | Medalla de plata   | Cuádruple          |
| 2010               | Igls (Austria)               | Medalla de bronce  | Cuádruple          |
| 2011               | Winterberg (Alemania)        | Medalla de plata   | Cuádruple          |